# Lepechinia rossii
Lepechinia rossii är en kransblommig växtart som beskrevs av S. Boyd och Mistrata. Lepechinia rossii ingår i släktet Lepechinia och familjen kransblommiga växter. Inga underarter finns listade i Catalogue of Life.